# Cornellius Carradine
Cornellius Carradine, detto Tank (Cincinnati, 12 febbraio 1989), è un giocatore di football americano statunitense che gioca nel ruolo di defensive end per gli Oakland Raiders della National Football League (NFL). Fu scelto nel corso del secondo giro (40º assoluto) del Draft NFL 2013 dai 49ers. Al college ha giocato a football all’Università statale della Florida.

## Carriera professionistica

### San Francisco 49ers
Carradine era considerato uno dei migliori defensive end selezionabili nel Draft NFL 2013 e fu scelto nel corso del secondo giro dai San Francisco 49ers. Il 27 agosto 2013 fu inserito in lista infortunati e il 29 ottobre entrò per la prima volta tra i 53 uomini del roster regolare. Debuttò come professionista subentrando nella settimana 7 della stagione 2014 contro i Denver Broncos. I primo due sack in carriera li mise a segno nella settimana 15 su Russell Wilson dei Seattle Seahawks. La sua annata si concluse con 17 tackle e 3 sack in nove presenze, nessuna delle quali come titolare.

### Oakland Raiders
Il 17 marzo 2018 Carradine firmò con gli Oakland Raiders.